# Bradu (gmina)
Bradu – gmina w Rumunii, w okręgu Ardżesz. Obejmuje miejscowości Bradu i Geamăna. W 2011 roku liczyła 7130 mieszkańców.

## Współpraca
Miejscowość partnerska:
- Rixensart, Belgia